# Ревега, Александр Васильевич
Александр Васильевич Ревега (род. 22 августа 1966 года в селе Городковка Крыжопольского района Винницкой области) — депутат Верховной Рады Украины VIII созыва.

## Биография
Александр Ревега родился 22 августа 1966 года. В 1983 году окончил городковскую среднюю школу № 2 и поступил в Винницкий железнодорожный техникум.
С 1984 по 1986 проходил военную службу, по окончании которой до 1987 года работал слесарем по обслуживанию оборудования ТЭЦ 40-го Винницкого сахарного завода.
В 1992 году окончил Киевский технологический институт пищевой промышленности.
С 1992 по 1999 годы работал — инженером-механиком по оборудованию на «Агромашсервискомплект» (Бердичев).
С 1995 стал частным предпринимателем, занимался торговлей продуктами.
В 2005 году основал и по 2007 год возглавил ООО «Ревега» (переработкой рыбы и торговлей рыбопродуктами).
С 2006 года — депутат Бердичевского районного совета по списку БЮТ.
С 2007 года — глава наблюдательного совета ОАО «Бердичевське АТП-11837», ОДО Дорожное строительное управление № 35".
С 2010 года — генеральный директор ООО «Ревега».
С ноября 2010 года — депутат Житомирского областного совета.
С 2014 года — депутат Верховной Рады Украины.